# Santiuste de San Juan Bautista (kommunhuvudort)
Santiuste de San Juan Bautista är en kommunhuvudort i Spanien.   Den ligger i provinsen Provincia de Segovia och regionen Kastilien och Leon, i den centrala delen av landet, 110 km nordväst om huvudstaden Madrid. Santiuste de San Juan Bautista ligger 821 meter över havet och antalet invånare är 740.
Terrängen runt Santiuste de San Juan Bautista är platt. Runt Santiuste de San Juan Bautista är det glesbefolkat, med 17 invånare per kvadratkilometer. Närmaste större samhälle är Nava de la Asunción, 7,1 km öster om Santiuste de San Juan Bautista. Trakten runt Santiuste de San Juan Bautista består till största delen av jordbruksmark.